# 납작꼬리낮도마뱀붙이
플랫테일 데이 게코(flat-tailed day gecko)라 불리는 납작꼬리낮도마뱀붙이(Phelsuma serraticauda)는 마다가스카르 동부에서 살아가는 주행성 도마뱀붙이류이다. 납작꼬리는 국제 애완동물 시장에 납품하기 위한 불법 밀렵으로 멸종위기에 처해있다. 납작꼬리는 주로 열대우림에 서식하며 나무에서 지낸다. 납작꼬리는 곤충과 꽃꿀을 먹는다.

## 형태
수컷은 보통 13cm, 몇몇 수컷은 15cm까지 자라며, 암컷은 조금 작다. 몸은 암녹색, 황록색을 띄며, 골반 위에 붉은색 줄무늬가 나있다. 목 위에는 두 개의 노란색, 혹은 푸른색 줄무늬가 앞뒤로 나있다. 주둥이와 입에는 붉은색 줄무늬가 좌우로 세 개 나있다. 꼬리는 납작넓적하고 가장자리는 톱니모양이다.

## 분포, 서식
납작꼬리는 마다가스카르 동해안에 분포하며, 토아마시나에서 북쪽으로 12 km 떨어진 지역에서만 서식한다고 알려져 있다. 주로 코코넛야자나무에서 살아가지만 바나나나무에서도 발견된다.

## 습성
납작꼬리는 한 마리의 수컷이 다섯 마리까지의 암컷을 거느린 무리를 이루어 살아간다. 암컷들 사이에서는 위계질서가 명확하다. 유체는 어느 정도 자랄 때까지 같이 지낸다.
암컷은 해마다 네 번 산란한다. 알은 온도가 28 °C에 이를 때는 53-58일 만에 부화한다. 막 부화한 새끼는 꼬리까지 40mm에 이른다.
납작꼬리는 다양한 곤충과 그 외의 무척추동물을 먹고, 부드럽고 달달한 과일, 꽃가루, 꽃꿀도 좋아한다.

## 사육
납작꼬리는 국제 애완동물 시장에 납품하기 위한 불법 밀렵으로 인하여 멸종 위기에 처해 있다.
납작꼬리는 크고 식물이 잘 심어진 테라리움 안에서 수컷 한 마리에 암컷 몇 마리를 붙여 사육하여야 한다. 온도는 25 - 28 °C, 습도는 75 - 90%로 유지해야 한다. 사육 시에는 귀뚜라미, 벌집나방(wax moth) 유충, 초파리, 밀웜, 집파리를 먹일 수 있다.

## 사진

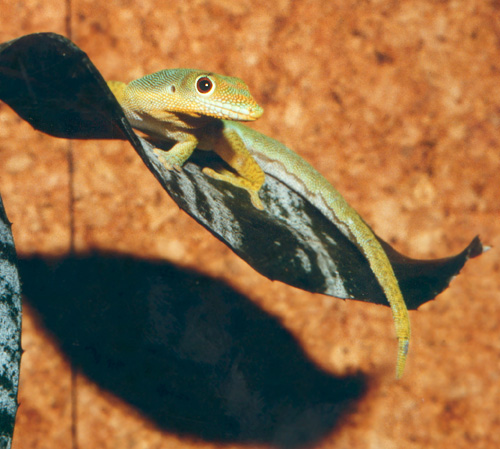
나무 위의 개체
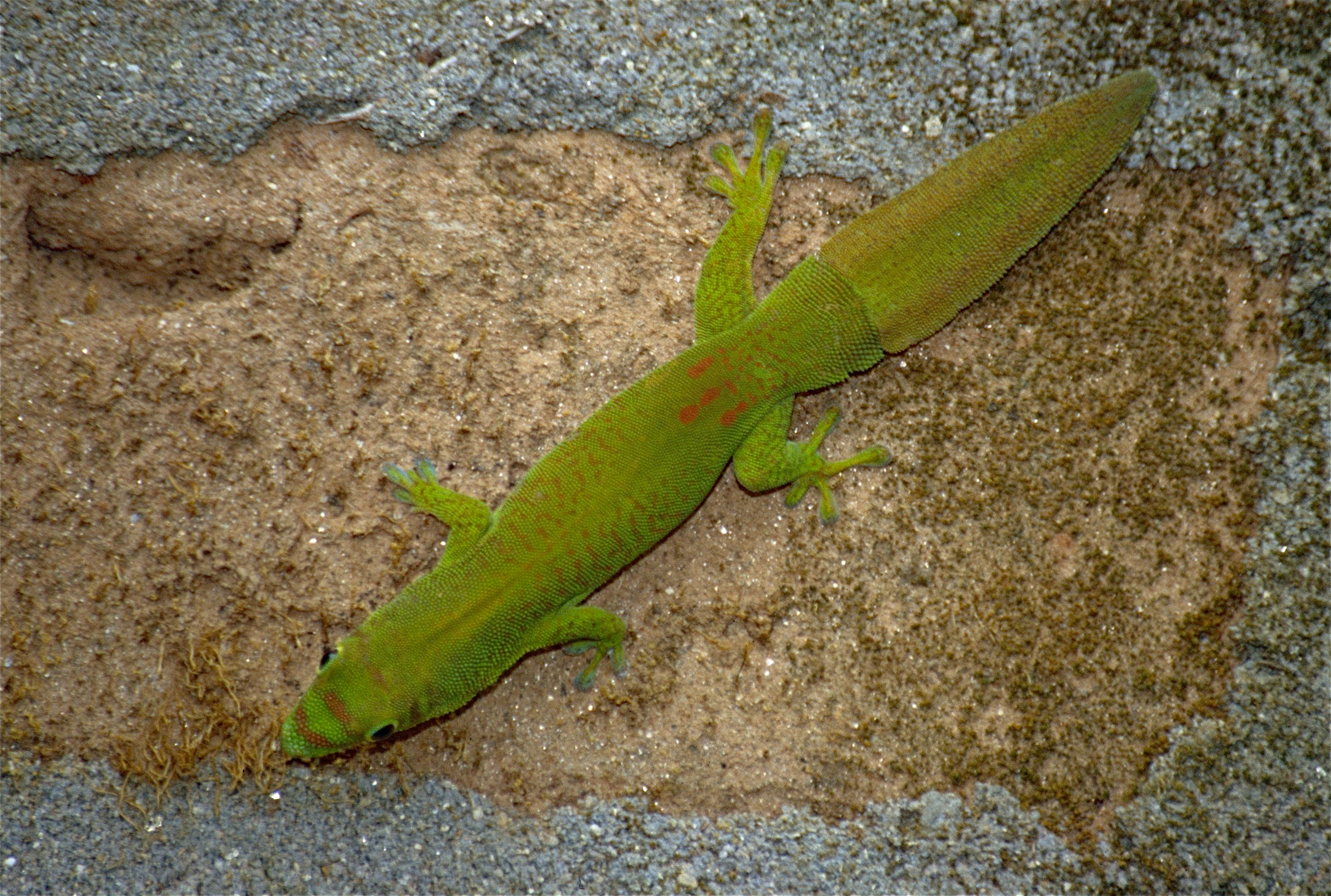
돌 위의 개체